# Carpates
Pour les articles homonymes, voir Carpates (homonymie).

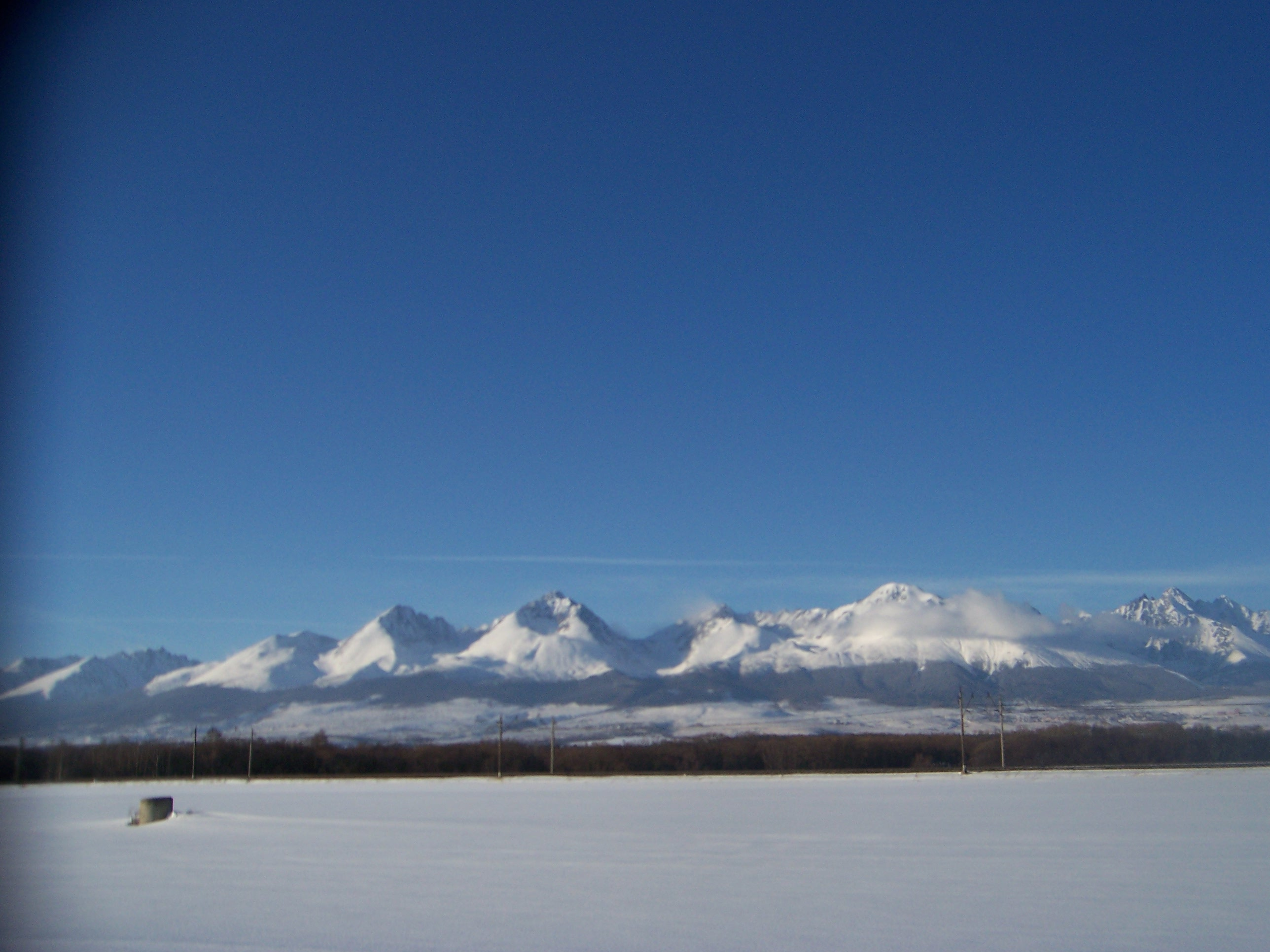
Point culminant des Carpates, Slovaquie.

Les Carpates (ukrainien : Карпати, roumain : Munții Carpați, tchèque : Karpaty, polonais : Karpaty, slovaque : Karpaty, allemand : Karpaten, hongrois : Kárpátok, serbe : Карпати, jadis parfois orthographiées Carpathes ou Karpathes) constituent la partie orientale de l’ensemble montagneux situé au centre de l’Europe, dont les Alpes constituent la partie occidentale. Les Carpates et les Alpes partagent les mêmes origines tectoniques et géologiques. Les Carpates s’étendent d'ouest en est sur les territoires de l’Autriche, de la Tchéquie, de la Hongrie, de la Slovaquie, de la Pologne, de la Serbie, de la Roumanie et de l'Ukraine.
Principale chaîne de montagnes de l’Europe centrale, les Carpates culminent à 2 654 m au mont Gerlachovský en Slovaquie, à 2 544 m au mont Moldoveanu en Roumanie, à 2 499 m au mont Rysy en Pologne et à 2 061 m au mont Hoverla en Ukraine.

## Toponymie
Les Carpates doivent leur nom à la tribu dace des Carpes dont le nom pourrait provenir de Carpa, ancien terme indo-européen signifiant « roche ». Ils vivaient à l'origine sur le versant oriental en Moldavie et on sait qu'il s'agissait de tribus qui avaient échappé à la conquête de la Dacie par l'empereur Trajan.

## Géographie

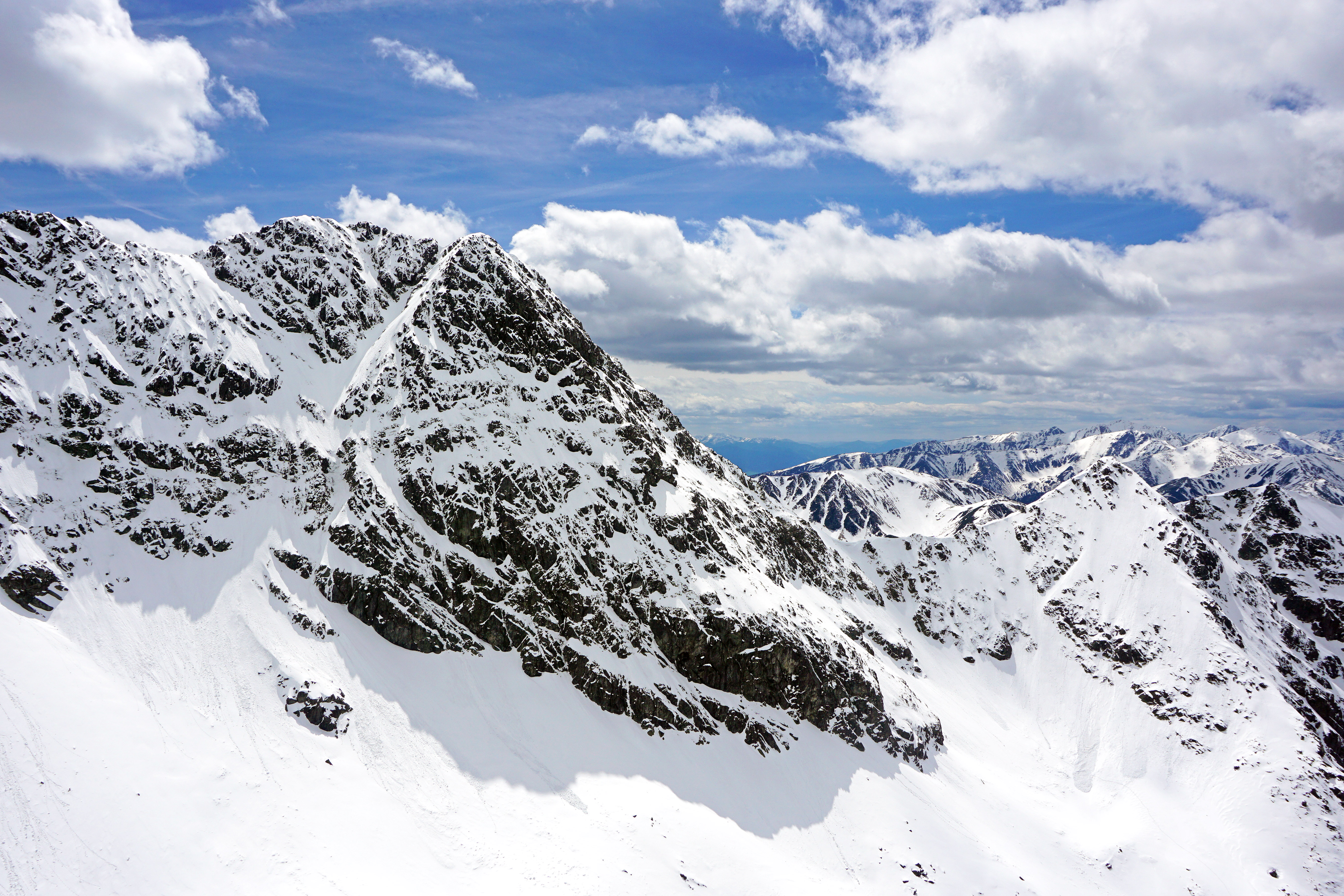
Vue sur Svinica depuis le Kościelec dans les Tatras, Pologne.

Les Carpates se déploient à travers les territoires de huit pays d'Europe centrale : l'Autriche, la Slovaquie, la Pologne, la Tchéquie, la Hongrie, l'Ukraine, la Roumanie et la Serbie. Au sein de ces États, les régions suivantes ont une partie de leur territoire couverte par les Carpates :
- Autriche :
  - Basse-Autriche
- Hongrie :
  - comté de Pest
  - comté de Nógrád
  - comté de Heves
  - comté de Borsod-Abaúj-Zemplén
- Tchéquie :
  - Moravie-du-Sud
  - région de Zlín
  - environs d'Olmütz
  - Silésie morave
  - Valaquie morave
- Slovaquie :
  - Bratislavie
  - Nitrie
  - Trencinie
  - Tarnavie
  - Zipsie méridionale
  - Zipsie septentrionale
  - Koshicie
  - Preshovie
- Pologne :
  - Galicie occidentale
- Ukraine :
  - Galicie centrale
  - Galicie orientale
  - Ruthénie transcarpatique
  - Bucovine du nord
- Roumanie :
  - Bucovine du sud
  - Marmatie
  - Moldavie occidentale
  - Transylvanie
  - Banat
  - Valachie
- Serbie :
  - Kraïna orientale

### Topographie

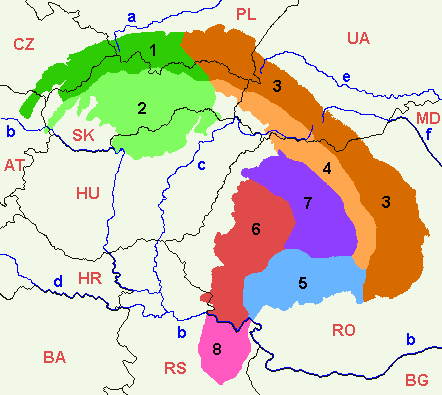
Les diverses parties des Carpates
Grandes divisions du massif :
- 1, vert foncé : Carpates occidentales extérieures
- 2, vert clair : Carpates occidentales intérieures
- 3, orange foncé : Carpates orientales extérieures
- 4, orange clair : Carpates orientales intérieures
- 5, bleu clair : Carpates méridionales ou Alpes de Transylvanie
- 6, rouge : Carpates occidentales roumaines
- 7, violet : Plateau de Transylvanie
- 8, rose : Carpates serbes
Cours d'eau :
- a : Vistule
- b : Danube
- c : Tisza
- d : Save
- e : Dniestr
- f : Prout
Pays :
- CZ : Tchéquie
- PL : Pologne
- UA : Ukraine
- AT : Autriche
- SK : Slovaquie
- HU : Hongrie
- RO : Roumanie
- HR : Croatie
- BH : Bosnie-Herzégovine
- RS : Serbie
- BG : Bulgarie.

La chaîne des Carpates est séparée des Alpes par le Danube et s'étend sur plusieurs pays d'Europe centrale. Elle couvre une surface de 209 000 km2 dont 53 % se situent en Roumanie, 17 % en Slovaquie, 10 % en Ukraine, 9 % en Pologne, 4 % en Serbie et en Hongrie, 2 % en Tchéquie et 0,2 % en Autriche. Elle est divisée en huit régions :
1. les Carpates occidentales extérieures ;
2. les Carpates occidentales intérieures ;
3. les Carpates orientales extérieures ;
4. les Carpates orientales intérieures ;
5. Carpates méridionales ou Alpes de Transylvanie ;
6. Carpates occidentales roumaines ;
7. le plateau transylvain ;
8. les Carpates serbes.

On parle aussi :
- des Beskides pour parler du massif situé dans le nord-est de la République tchèque, le nord-ouest de la Slovaquie, le sud de la Pologne et l'ouest de l'Ukraine (Carpates occidentales extérieures et Carpates orientales extérieures) ;
- des monts Bieszczady (Carpates orientales extérieures) ;
- des Tatras, pour la partie la plus haute, à cheval sur la Pologne et la Slovaquie, des Tatras dans les Carpates occidentales intérieures ;
- des Petites Carpates (Malé Karpaty en slovaque) pour désigner la naissance des Carpates à Bratislava.

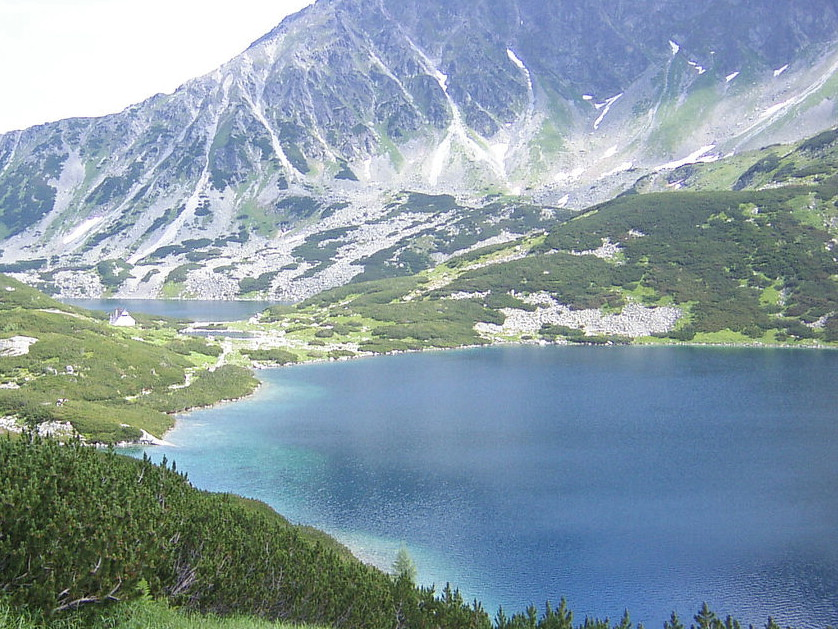
Carpates occidentales intérieures en Pologne (Tatras).
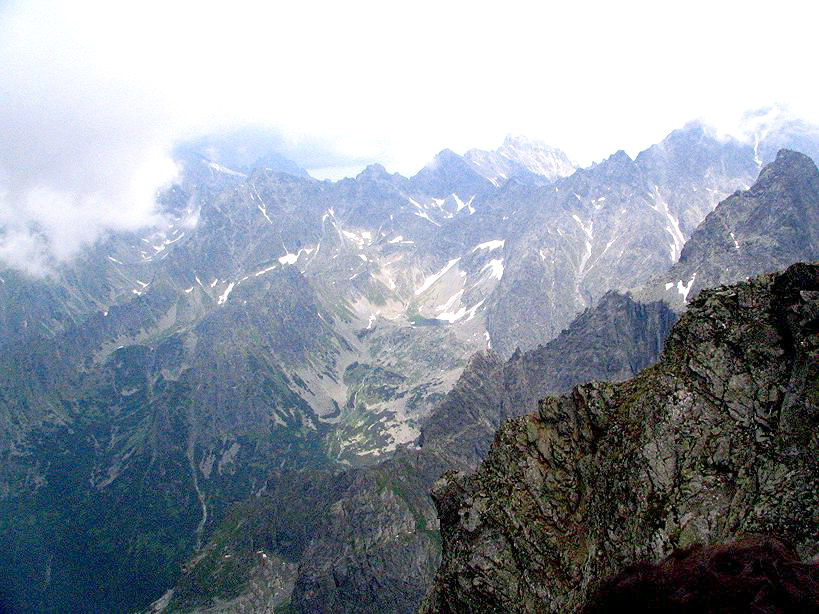
Carpates occidentales intérieures en Pologne (Tatras-Rysy).
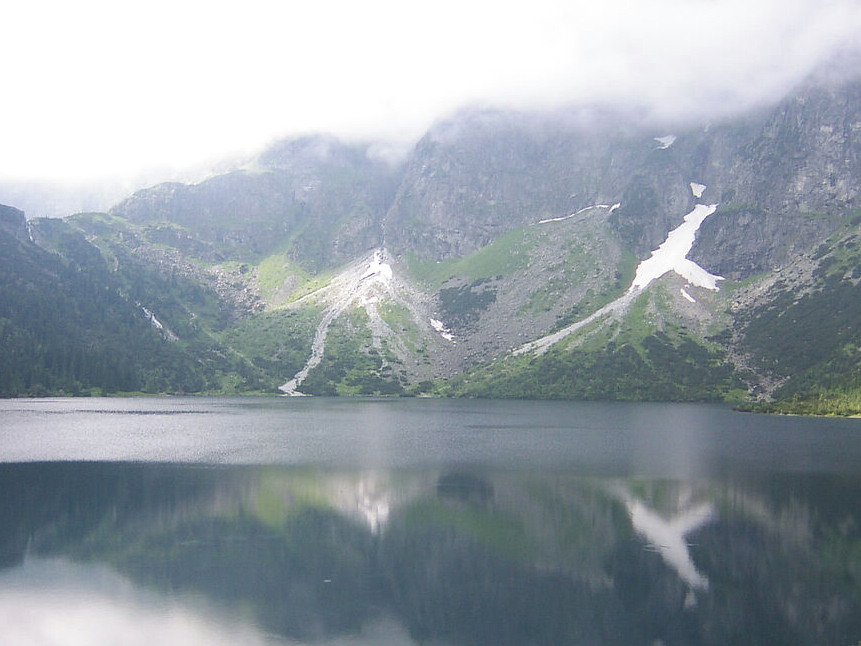
Carpates occidentales intérieures en Pologne (Morskie Oko).
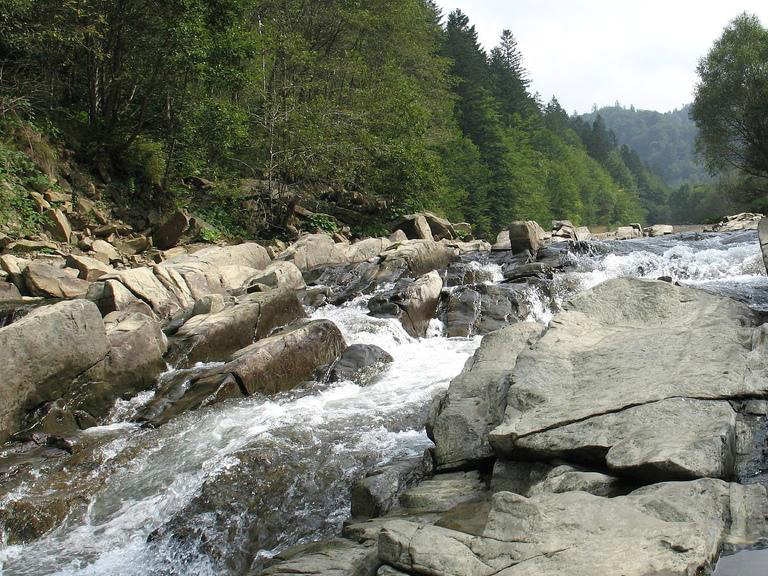
Carpates orientales extérieures en Pologne (Bieszczady-Sine Wiry).
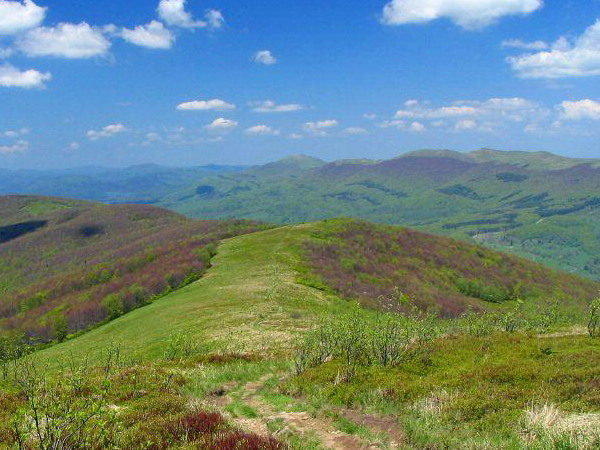
Carpates orientales extérieures en Pologne (Bieszczady-Poloniny).
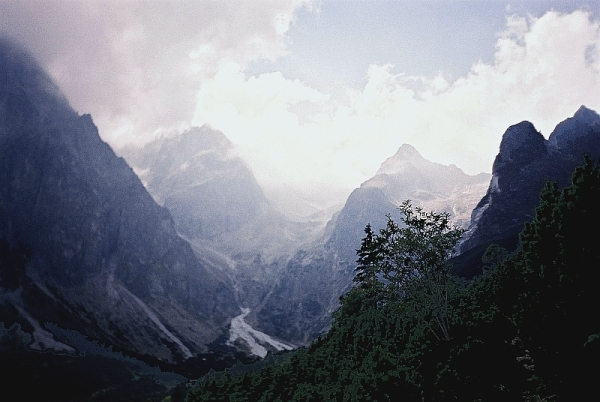
Carpates en Slovaquie (Tatras).

### Hydrographie
Le ruissellement des eaux des Carpates aboutit à environ 90 % dans la mer Noire. Le Danube et son affluent le Prout, ainsi que le fleuve Dniestr abordent les Carpates et se jettent tous dans la mer Noire. Seules les eaux des flancs nord, en Slovaquie et principalement en Pologne, finissent dans la mer Baltique par la Vistule et aussi en partie l'Oder. La Vistule, le Dniestr et divers affluents du Danube (Váh, Tisza, Olt, Siret, Prut) prennent leur source dans les Carpates. Ces rivières connaissent leurs crues au printemps (mars-avril) et en été (juin-juillet), cette dernière étant généralement la plus forte. L'importance de ces crues est généralement renforcée par la faible capacité de percolation des sols. Les principaux réservoirs (parmi les quelque cinquante dans les Carpates) sont à la frontière roumano-serbe, dans la vallée de Bistrița en Roumanie, dans la vallée du San en Pologne, et dans la vallée du Orava en Slovaquie. Bien qu'il y ait environ 450 lacs dans les Carpates, ils représentent une surface de moins de 4 km2. En haute montagne, leur origine est principalement glaciaire.

### Géologie
Les Carpates font partie de l'orogenèse alpine, leur surgissement ayant commencé au début du Cénozoïque lorsque la tectonique des plaques a rapproché les plaques africaine et eurasienne, fermant progressivement l'océan Téthysien qui les séparait auparavant. Dans ce contexte, les microplaques pannonique (sous le bassin du moyen-Danube), moesique (sous le bassin du bas-Danube) et sarmatique (au nord du bassin pontique) ont été compressées les unes contre les autres, faisant s'élever entre elles les sédiments marins : ce sont les actuelles Carpates. Le volcanisme y a été actif jusqu'à des périodes très récentes (15 000 ans avant le présent dans les monts Harghita) et un fort thermalisme résiduel en témoigne. Le mouvement continue et provoque régulièrement des séismes en Roumanie (épicentre de Vrancea à la jointure des trois plaques, formant le « coude des Carpates »).
Lors des phases glaciaires et inter-glaciaires qui se sont succédé durant les deux derniers millions d'années, de grandes masses d'eau de fonte ont rempli le bassin Pannonique (actuelle Hongrie orientale) et Pontique (actuelle mer Noire), puis les eaux du premier sont passées dans le second à travers le défilé des Portes de Fer et, à la fin de la dernière phase glaciaire, les eaux de la Méditerranée ont envahi à travers le Bosphore le bassin Pontique, transformant le lac en mer saumâtre (la mer Noire). Le travail de l'érosion a alors donné aux Carpates leur géomorphologie actuelle et creusé la plupart des gorges aujourd'hui en place.
Les Carpates sont composées de systèmes géologiques parallèles.
Les Carpates extérieures (de Vienne, à travers la Moravie, le long de la frontière polono-tchéco-slovaque, à travers l'ouest de l'Ukraine, et finissant au nord de Bucarest) sont composées de flysch. On y trouve beaucoup de nappes de charriage, telles que la nappe de Skole et la nappe de Magura dans sa partie orientale, et la nappe silésienne ou la nappe de Targau dans sa partie occidentale. Ces deux zones sont séparées par la dépression centrale carpatique.
Les Carpates intérieures sont composées de plusieurs ensembles, avec le bloc central slovaque à l'ouest, le bloc oriental carpatique et le bloc austral carpatique à l'est. Le massif Bihor, au sein des monts Apuseni, en Roumanie, occupe le centre. Ces rochers sont constitués autour de cœurs cristallins et métamorphiques, avec des ajouts de roches sédimentaires plus jeunes, de l'ère Mésozoïque, principalement calcaires et dolomitiques.

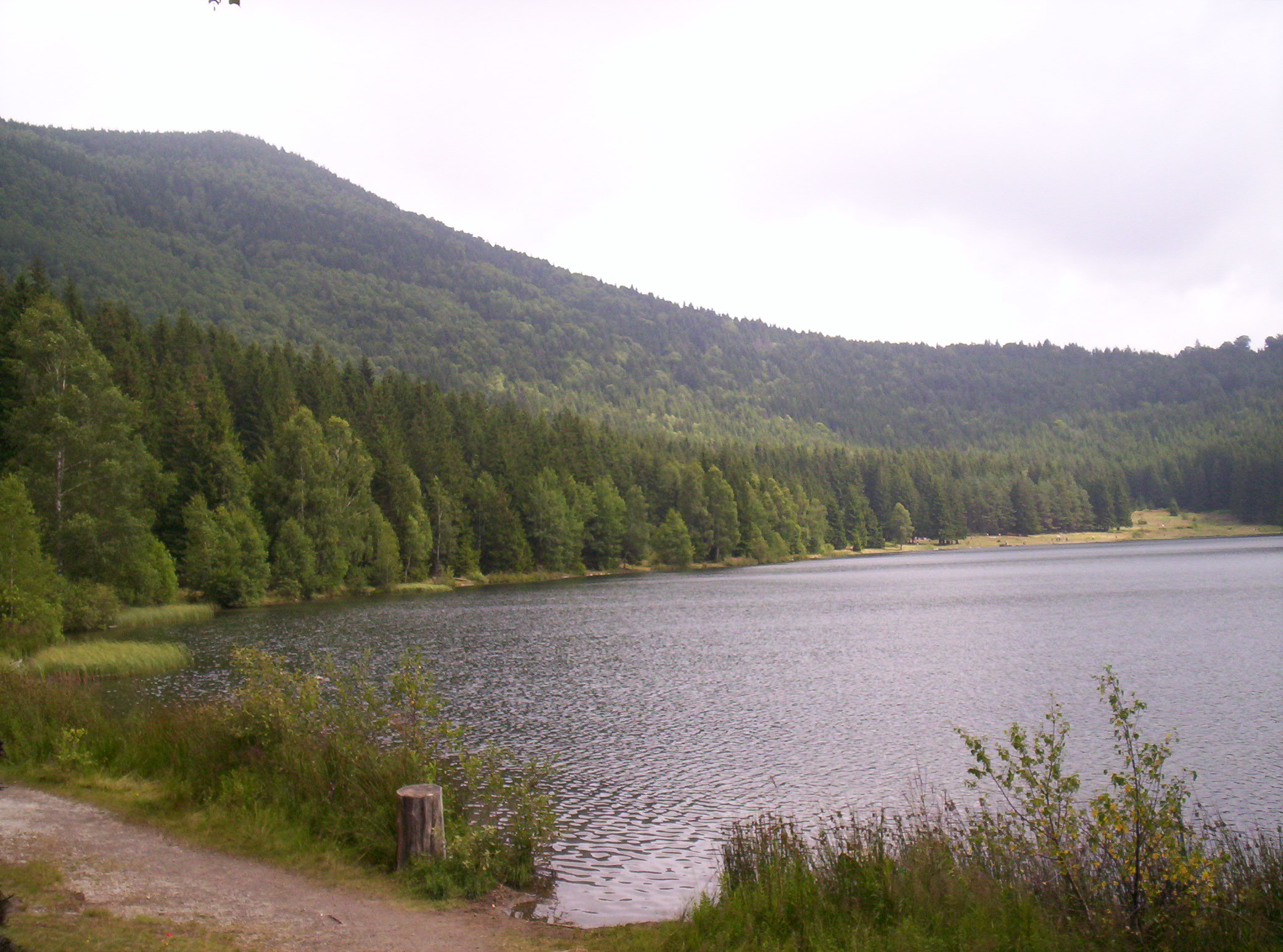
Lac volcanique Sfânta Ana près de Miercurea-Ciuc en Roumanie.

L'arc le plus à l'intérieur est constitué de roche volcanique du tertiaire (formé il y a moins de 50 millions d'années). À l'ouest, cet arc est plus consistant qu'à l'est, où il ne forme qu'une ligne droite, parallèle à la faille suivant le massif. Le plateau de Transylvanie sépare cet ensemble des Carpates du sud.
Le bloc central slovaque est séparé en plusieurs massifs montagneux par divers bassins remplis de rochers tertiaires plus jeunes.
En Roumanie, des mouvements orogéniques eurent lieu le long des Carpates extérieures jusqu'à la fin du tertiaire (il y a moins de 10 millions d'années), produisant des plis et des mouvements dans les rochers sédimentaires de la dépression subcarpatique, formant une chaîne de montagnes relativement moins élevée le long des Carpates.

### Climat
Le climat des Carpates est de type continental. Les hivers peuvent être très froids avec des chutes de neige fréquentes et des températures moyennes hivernales allant de −12 à 3 °C. Les étés peuvent être caniculaires et sont généralement ensoleillés, avec des températures moyennes estivales allant de 19 à 38 °C. Les pluies sont concentrées surtout en septembre et tombent généralement sous forme d'orages violents.[réf. nécessaire]

### Écosystème
L'exploitation forestière aux XIXe et XXe siècles a fortement marqué le paysage. Dans les années 1930, les premières réserves naturelles sont créées. Bien que 16 % de la région soit protégée sous une forme ou une autre, l'exploitation forestière, le développement en menacent l'équilibre. Celui-ci est également mis à mal par la pollution de l'air et de l'eau, les installations touristiques et sportives. Les cours d'eau sont parfois bloqués par les installations hydroélectriques. Les constructions de nouvelles autoroutes perturbent la continuité des habitats. La biodiversité est menacée par le remplacement des forêts traditionnelles, par des monocultures et l'abandon des formes traditionnelles d'agriculture. Le braconnage (principalement en Ukraine) constitue un danger pour certaines espèces animales.

#### Faune
Plus du tiers de tous les grands carnivores sauvages en Europe se trouvent dans les Carpates, ainsi la région accueille les plus importantes populations d'Europe d'ours bruns (plusieurs milliers), de loups (plus de 4 000) et de lynx (plus d'un millier). La région comprend aussi près de la moitié de la population européenne d'aigles royaux[réf. souhaitée], et une zone où ils font leurs nids. C'est une des dernières zones où l'on trouve des chats sauvages et des bisons à l'état sauvage. L'ensemble montagnard comprend aussi un peuplement important de chamois, de marmottes, de cerfs, de sangliers, de chevreuils ou encore d'élans. On y trouve plus de 1 500 espèces animales, dont près d'un millier d'insectes, une centaine d'oiseaux, environ 75 de mammifères, une vingtaine d'espèces de poissons, au moins 74 espèces de mollusques.

#### Flore

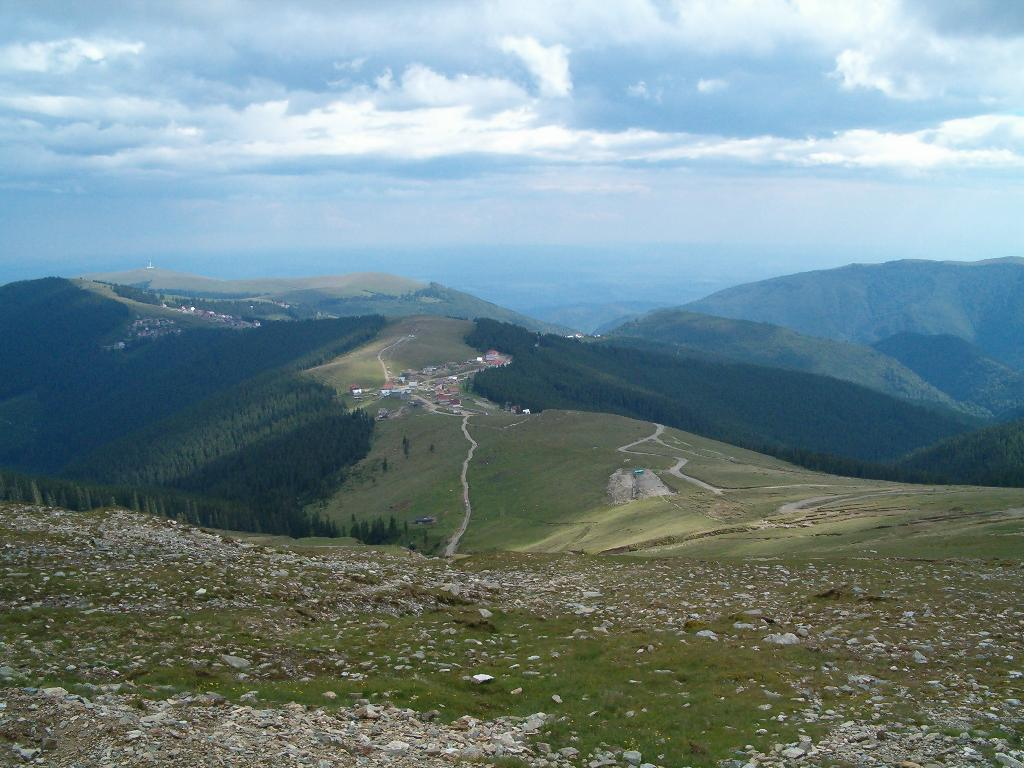
Limite des arbres dans les monts Parâng en Roumanie.

La végétation dans les Carpates se répartit par zones. Au bas des pentes, les forêts sont principalement composées de feuillus : chênes pédonculés, tilleuls à petites feuilles, et charmes communs) au nord, et divers chênes (Chêne rouvre, chevelu, pubescent, Hongrois) au sud. La zone montagneuse, entre 600 et 1 100 m au nord et 650 et 1 450 m au sud, est dominée par le hêtre européen et le sapin blanc. Certaines zones (Bile Karpatý, Male Karpatý, Tribeč à l'ouest, Vihorlat, Bukovské Vrchý, Bieszczady, ainsi que les Carpates du Sud) sont quasiment entièrement composées de hêtre. Dans la plupart des zones, le hêtre est mélangé au sapin blanc, à l'épicéa et à l'érable sycomore. Finalement, certaines zones (Tatras, Moravske Beskydy, Oravska Magura dans les Carpates occidentales, Gorgany, Czornohora, et Munti Bistrei dans les Carpates orientales) sont surtout composées de forêts de conifères, généralement un mélange de sapin blanc et d'épicéa. La zone subalpine, entre 1 100 et 1 400 m au nord et 1 400 et 1 900 m au sud, est presque totalement faite d'épicéas, avec quelques sorbiers des oiseleurs. Quelques pins cembro (ainsi que des mélèzes d'Europe dans les Tatras, massif de Ceahlău, monts Cindrel, etc.) apparaissent à la limite des arbres sur les plus hautes chaînes de montagnes (Tatras, Tchornohora, Marmureș, Făgăraș, Retezat). Au-dessus de cette limite, une zone de krummholz apparaît, avec d'épais fourrés de pin mugo, de genévrier et d'aulne vert. Encore au-dessus, on trouve des alpages, excepté sur les Tatras, Făgăraș, Parîng, et Retezat où les sommets sont principalement des zones rocheuses avec peu de végétation. Les monts Bieszczady dans les Carpates orientales n'ont pas de forêt d'épicéa, et la ligne des hêtres tortillards[réf. nécessaire], à environ 1 200 m, donne directement sur les alpages.
Les hommes ont également marqué le paysage. Les Daces pendant l'Antiquité et les bergers valaques au Moyen Âge furent les premiers à habiter certaines zones à l'intérieur des montagnes. En brûlant et abattant les arbres, ils créèrent de nombreux prés et clairières, qui sont un élément typique du paysage des Carpates. L'agriculture n'est présente qu'au bas des pentes et dans les vallées; une forme traditionnelle d'élevage de bovins, de moutons, et de chevaux survit dans le sud et l'est des Carpates en Ukraine et en Roumanie, mais disparaît rapidement à l'ouest. L'exploitation forestière est la source principale de revenus dans beaucoup de régions. À son plus fort aux XIXe et XXe siècles, elle a eu pour conséquence l'abattage de nombreuses forêts et leur remplacement par des épicéas communs. La coupe rase a encore lieu en Roumanie et en Ukraine. À l'ouest, l'aménagement forestier donne lieu plutôt à des coupes progressives de régénération et à des coupes de jardinage.
L'agriculture au bas des pentes est en bonne part à base de blé, de pommes de terre et d'avoine. La zone ayant été moins affectée par les cycles glaciers du Quaternaire, elle comporte beaucoup de plantes endémiques, mais moins d'espèces (une centaine) que les Alpes, les Pyrénées ou les montagnes des Balkans. La plus haute concentration d'espèces endémiques est dans les Tatras, ainsi que dans les hautes montagnes de l'est et du sud des Carpates. Toutes les plantes rares ou en danger sont protégées, et les plus fortes concentrations sont dans des réserves naturelles. Plusieurs espèces d'arbres sont protégées, mais les lichens, champignons et thallophytes de la région n'ont pas été étudiés en détail.

### Démographie
La population des régions des Carpates avoisinerait 17 millions de personnes. En dehors des grands centres urbains, les Carpates du sud et de l'est sont néanmoins moins densément peuplées que les Carpates occidentales.

#### Principales villes
Les principales villes à proximité ou au sein de la chaîne des Carpates sont, par ordre décroissant de population :
Plus de 100 000 habitants
- Bratislava (Slovaquie, 426 091[9]),
- Cluj-Napoca (Roumanie, 324 576)[10],
- Brașov (Roumanie, 253 200[10]),
- Košice (Slovaquie, 234 596[9]),
- Oradea (Roumanie, 196 367[10]),
- Miskolc (Hongrie, 178 950),
- Bielsko-Biała (Pologne, 175 677),
- Sibiu (Roumanie, 147 245[10]),
- Târgu Mureș (Roumanie, 134 290[10]),
- Baia Mare (Roumanie, 123 738[10]),
- Tarnów (Pologne, 117 109),
- Oujhorod (Ukraine, 111 300).

Entre 50 000 et 100 000 habitants
- Râmnicu Vâlcea (Roumanie, 98 776[10]),
- Suceava (Roumanie, 92 121[10]),
- Drobeta-Turnu Severin (Roumanie, 86 475[10]),
- Žilina (Slovaquie, 85 477[9]),
- Piatra Neamț (Roumanie, 85 055[10]),
- Banská Bystrica (Slovaquie, 80 730[9]),
- Zlín (Tchéquie, 79 538),
- Bistrița (Roumanie, 75 076[10]),
- Reșița (Roumanie, 73 282[10]),
- Hunedoara (Roumanie, 61 525[10]),
- Deva (Roumanie, 61 123[10]),
- Przemyśl (Pologne, 66 715),
- Zaječar (Serbie, 65 969),
- Alba Iulia (Roumanie, 63 526[10]),
- Bor (Serbie, 55 817),
- Zalău (Roumanie, 56 202[10]),
- Sfântu Gheorghe (Roumanie, 56 006[10]),
- Poprad (Slovaquie, 55 042[9]).

Entre 15 000 et 50 000 habitants
- Turda (Roumanie, 47 744[10]),
- Mediaș (Roumanie, 47 204[10]),
- Negotin (Serbie, 43 551),
- Miercurea-Ciuc (Roumanie, 38 966[9]),
- Sighetu Marmației, (Roumanie, 37 640[9]),
- Petroșani (Roumanie, 37 160[9]),
- Odorheiu Secuiesc (Roumanie, 33 265[9]),
- Făgăraș (Roumanie, 30 714[9]),
- Sighișoara (Roumanie, 28 162[9]),
- Zakopane (Pologne, 27 486[9]),
- Petrila (Roumanie, 22 692[10]),
- Gheorgheni (Roumanie, 17 705[9]),
- Câmpulung Moldovenesc (Roumanie, 16 722[9]),
- Rakhiv (Ukraine, 15 241).

## Histoire
La population humaine est attestée dès le Paléolithique (Néandertal est présent dans la grotte de Šipka en Tchéquie, les plus anciens Sapiens dans Peștera cu Oase en Roumanie), associés à la faune de l'époque, aujourd'hui en grande partie disparue (Mammouths) mais ayant laissé de nombreux toponymes dans les Carpates (par exemple les nombreux toponymes en « Tur » évoquent l'Aurochs).

Néolithique moyen en Europe.

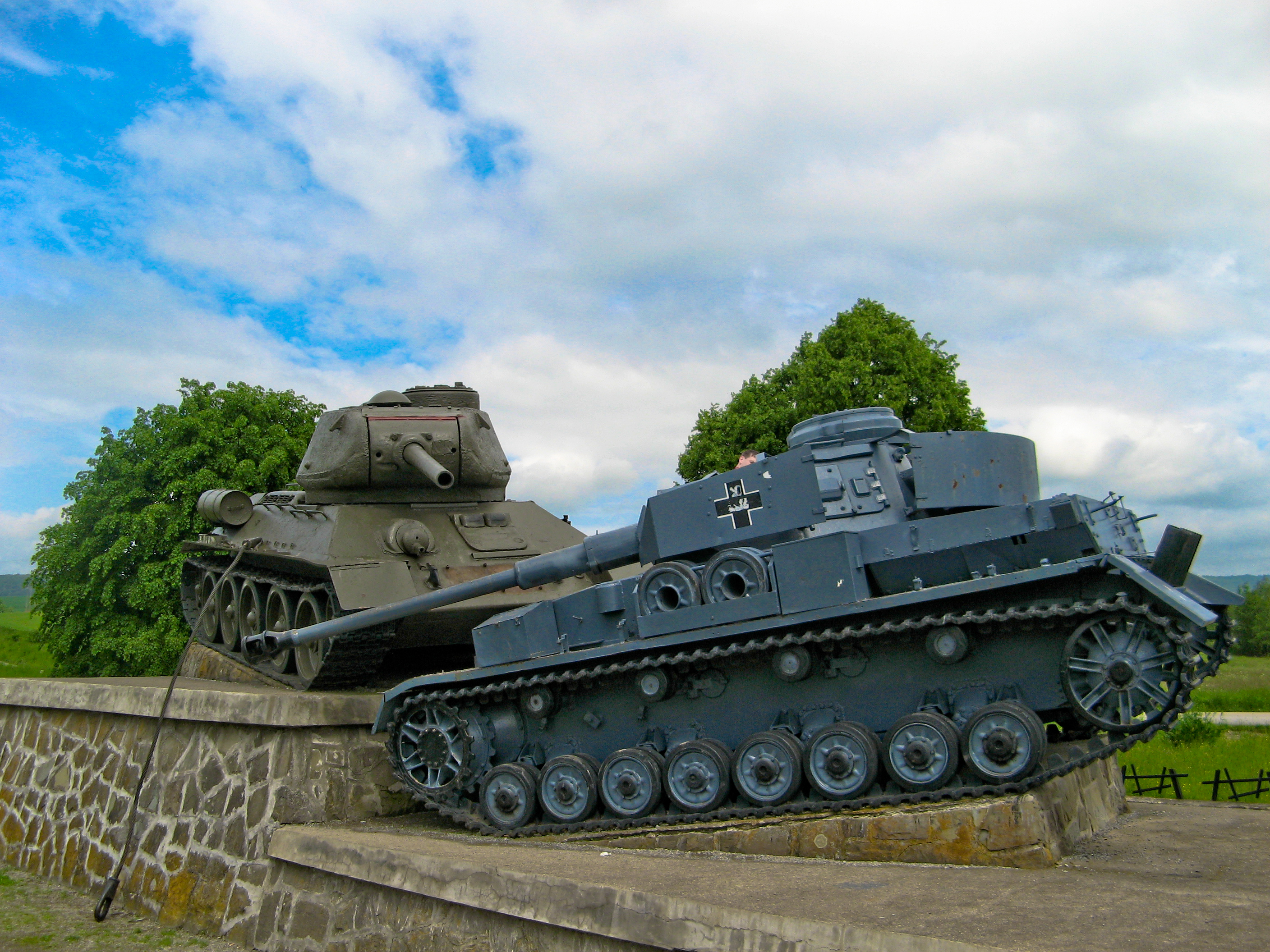
Monument figurant un T-34 contre un panzer IV, pour illustrer la bataille du col de Dukla entre la frontière de Pologne et de Slovaquie (du 8 septembre au 28 octobre 1944.

L'agriculture et l'élevage ont été apportés comme dans le reste de l'Europe par des populations venues d'Anatolie, qui se sont établies en Grèce et dans les Balkans à partir d'environ 6400 av. J.-C., avant de s'étendre progressivement vers l'ouest et le nord. Le courant danubien, issu des Balkans, notamment du Nord de la Serbie (site de Lepenski Vir) et de la Bulgarie, et du Sud de la Roumanie, autour de 5800 av. J.-C. correspond ainsi à l'extension progressive de la culture rubanée dans ces régions.
La culture de Baden se développe entre 3600 et 2800 av. J.C. et fait suite au nord à la culture des vases à entonnoir. Elle est remplacée par des porteurs de la culture Yamna, probablement locuteurs de langues indo-européennes, qui s'installent dans des zones plates de la haute vallée de la Tisza, connues pour leur environnement steppique puis dans la région nord de la Slovaquie orientale. Les céramiques cordées du type Košice-Barca sont ainsi reliées aux vagues de population steppique de la culture Yamna, pénétrant plus profondément dans la région des Carpates du nord. En raison de cette pression, probablement sur de vastes zones, en particulier dans les basses terres, la culture de Baden s'est effondrée et n'a survécu que sur des terrains montagneux et difficilement accessibles, qui ont ensuite été occupés par des personnes venant des régions les moins sûres.
À l'âge du fer, les Carpates se situent au carrefour de plusieurs aires linguistiques et culturelles, indo-européennes ou non, où s'entrecroisent :
- les Celtes (civilisations de Hallstatt et de La Tène, avec des peuples comme les Triballes et les Scordices) ;
- les Iraniens (avec les Agathyrses, les Iazyges et les Iasses - ces derniers laissent des toponymes comme Jasz en Hongrie ou Jassy en Roumanie) ;
- les Thraces (avec les Daces, dont les Carpes font partie) ;
- les Romains (qui convoitent le sel et l'or des Daces, s'en emparent en l'an 109, et laissent dans le bassin du bas-Danube des populations de langue romane à l'origine de la Roumanie et de la Moldavie actuelles) ;
- les Germains (avec les Bastarnes, Skires, Hérules, Lombards, Gépides et Wisigoths qui fondent d'éphémères royaumes, avant que des colons germaniques ne s'installent à l'Est à partir du XIIIe siècle et pour huit siècles, en Zipsie et Transylvanie) ;
- les Slaves (qui s'installent à partir du Ve siècle, et sont à l'origine des États actuels de Tchéquie, Slovaquie, Pologne, Ukraine et Serbie autour des Carpates) ;
- une longue série de peuples cavaliers d'origines diverses, venus de l'Est : Scythes, Sarmates, Roxolans, Alains (iraniens), Huns, Avars, Bulgares, Onogoures (confédérations irano-turques), Magyars (finno-ougriens), Petchénègues, Coumans (langues turciques) et même Mongols et Tatars, certains disparaissant ensuite de la carte sinon des mémoires, tandis que d'autres, les Bulgares (slavisés) et les Magyars (appelés Hongrois), nous ont légué des royaumes et des populations toujours présentes ;
- et enfin les Roms et les Juifs, les premiers arrivés comme éclaireurs, bûcherons, charretiers, chaudronniers et tanneurs des Tatars, avant de demander protection aux rois de Bohême, de Hongrie ou de Pologne, aux voïvodes roumains ou serbes et aux monastères, les seconds chassés d'Angleterre, de France et surtout d'Allemagne pour former, dans les Carpates, des communautés très religieuses et rurales, aux caftans et toques pittoresques, vivant isolées dans des villages en bois, à l'origine du Hassidisme moderne, mais aussi, en Autriche-Hongrie et par essaimage vers la ville, d'une bourgeoisie laïque et cultivée dont Theodor Herzl, Sigmund Freud, Gustav Mahler, Elie Wiesel sont les représentants.

Comme tous les massifs montagneux, les Carpates ont été durant les nombreuses guerres du passé, l'enjeu de batailles acharnées notamment dans les passes, tandis que les massifs servaient de refuge aux populations chassées ou persécutées dans les plaines environnantes comme les Houtsoules, les Lipovènes, les Valaques, et notamment aux serfs en rupture de ban de toute origine, formant des communautés de Haïdouks.
Toutes ces « strates historiques » ont laissé dans les Carpates des toponymes, des langues, des légendes, des architectures, des monuments, des musiques, des cuisines et des traditions où l'on perçoit à la fois les différences (que soulignent les nationalistes) et des influences communes (que relèvent l'ethnologue, le sociologue et l'historien).

## Activités
Pastoralisme, exploitation du bois et des mines, chasse et, plus récemment, pisciculture et tourisme sont les « six piliers » économiques dans les Carpates.

### Tourisme

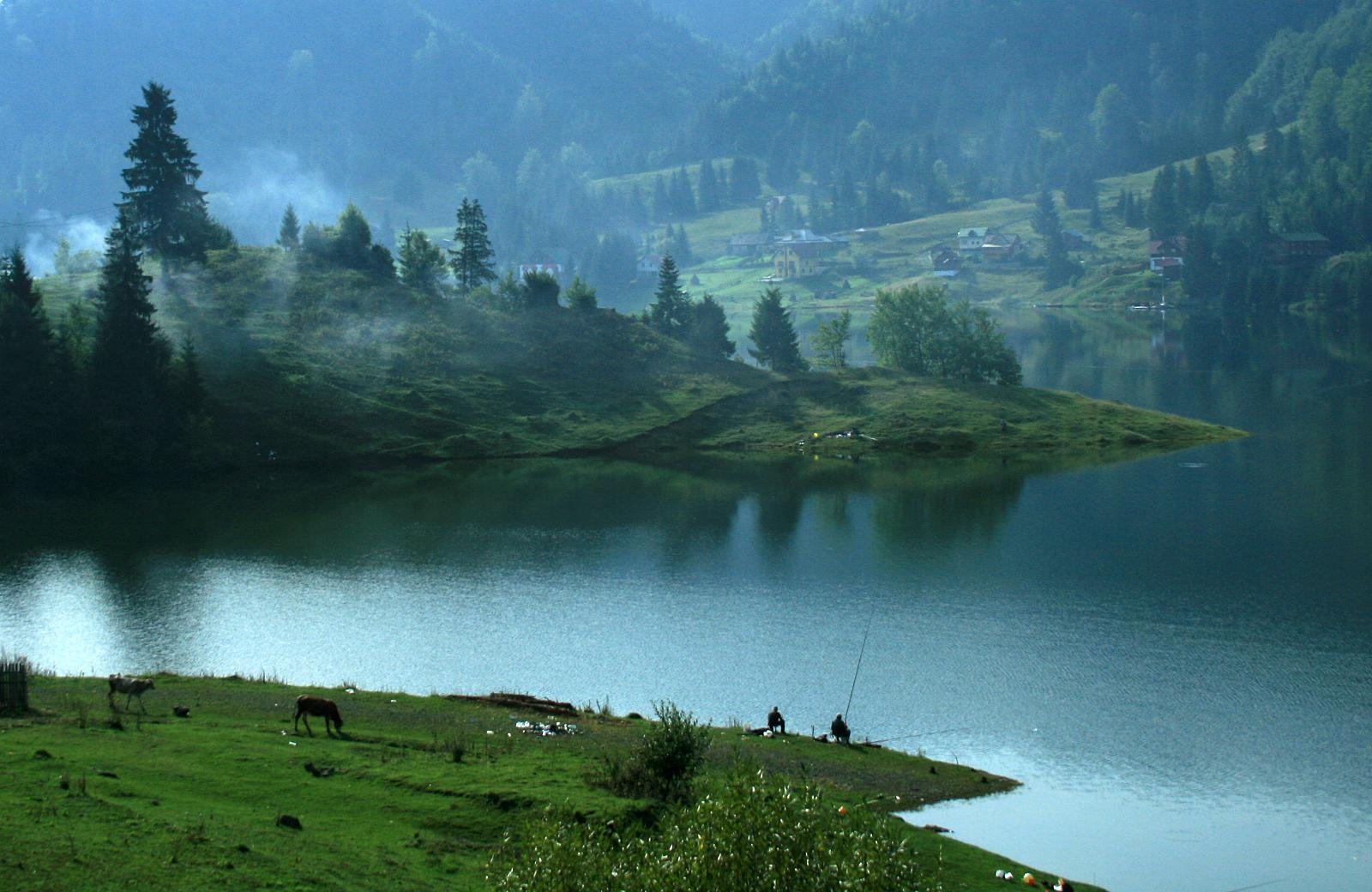
Le lac de Cobilița, dans les Carpates orientales transylvaines.

On trouve dans les Carpates de nombreuses stations de ski :
- en Slovaquie :
  - Jasná,
  - Tatranská Lomnica,
  - Donovaly,
  - Veľká Rača ;
- en Pologne (essentiellement autour de la ville de Zakopane) :
  - Kasprowy Wierch,
  - Gubałówka,
  - Polana Szymoszkowa ;
- en Ukraine :
  - Bukovel,
  - Dragobrat ;
- en Roumanie :
  - Sinaia,
  - Bușteni,
  - Borșa,
  - Păltiniş
  - Predeal,
  - Poiana Brașov.

### Industrie
La plupart des industries dans les Carpates sont consacrées aux activités minières et d'exploitation forestière, qui ne sont pas sans poser, notamment dans la partie orientale de l'ensemble carpatique, de graves problèmes de pollution (catastrophe de la Tisza en 2000, effluents cyanurés de Roșia Montană) et de déforestation.

### Infrastructures

#### Routes
Dans la partie roumaine des Carpates, les cols routiers les plus importants sont, de l'Ukraine à la frontière serbe : le col de Prislop, le col de Tihutsa, le défilé des gorges de Bicaz, le col de Predeal (altitude : 1 033 m), le défilé de la Tour rouge et le canyon des Portes de fer.

#### Aéroports
Voici la liste des principaux aéroports dans les Carpates ou à moins de 50 km :

Autriche :
- Aéroport de Vienne-Schwechat, Vienne

Tchéquie :
- Aéroport de Kunovice, Uherské Hradiště
- Aéroport d'Ostrava-Leoš Janáček, Ostrava
- Aéroport de Brno, Brno

Pologne :
- Aéroport de Katowice-Pyrzowice, Katowice
- Aéroport de Kraków-Jean-Paul II, Cracovie
- Aéroport de Rzeszów-Jasionka, Rzeszów

Slovaquie :
- Aéroport M. R. Štefánik, Bratislava
- Aéroport de Piešťany, Piešťany
- Aéroport de Žilina, Žilina
- Aéroport de Sliač, Sliač
- Aéroport de Poprad-Tatras, Poprad
- Aéroport international de Košice, Košice

Hongrie :
- Aéroport international de Budapest-Ferenc Liszt, Budapest
- Aérodrome de Nyíregyháza, Nyíregyháza

Ukraine :
- Aéroport international de Lviv, Lviv
- Aéroport international d'Oujhorod, Oujhorod
- Aéroport international de Tchernivtsi, Tchernivtsi
- Aéroport international d'Ivano-Frankivsk, Ivano-Frankivsk

Roumanie :
- Aéroport de Baia Mare, Baia Mare
- Aéroport international d'Arad, Arad
- Aéroport international de Suceava, Suceava
- Aéroport international Georges-Enesco, Bacău
- Aéroport international de Cluj-Napoca, Cluj-Napoca
- Aéroport international de Târgu Mureș, Târgu Mureș
- Aéroport international de Sibiu, Sibiu
- Aéroport de Caransebeș, Caransebeș

Serbie :
- Aéroport de Bor, Bor
- Aéroport Constantin-le-Grand de Niš, Niš

## Politique
Il n'existe pas encore de programme de gestion intégrée unique pour l'ensemble des massifs, mais des conventions et programmes internationaux existent dans les huit pays dont les territoires recouvrent les Carpates (Autriche, Slovaquie, Pologne, Tchéquie, Hongrie, Ukraine, Roumanie et Serbie). Le plus important de ces instruments est l'Eurorégion des Carpates, l'une des plus grandes eurorégions et la plus ancienne de l'Europe centrale et orientale. Elle chevauche cinq pays : Hongrie, Pologne, Ukraine, Roumanie et Slovaquie sur 145 153 km2 regroupant environ 16 millions d'habitants.

## Culture

### Littérature
- Une terrible Vengeance (Страшная месть), nouvelle d'horreur de Nicolas Gogol, publié dans la seconde partie des Soirées du hameau, en 1832, et probablement écrit à la fin de l'été 1831.
- Des poèmes de Kazimierz Przerwa-Tetmajer (Krywaniu, Krywaniu wysoki!, Kriváň, haut Kriváň!), Samuel Tomášik (Hej, pod Kriváňom, Eh, sous le Kriváň).
- Le Château des Carpathes est un livre de Jules Verne.
- Dracula est un livre de Bram Stoker.
- Carpates, La traversée de l’Europe sauvage. Récit d'une longue marche, d'un bout à l'autre de l'arc carpatique. Livre écrit par Lodewijk Allaert et publié aux éditions Transboréal en 2019.

### Arts plastiques
- Divers tableaux de Peter Michal Bohúň (1849), Ján Hála (1946), Miloš Alexander Bazovský (1956), Andrej Doboš (1967), et Ladislav Čemický (1979) représentent le Kriváň.

### Cinéma
- Le Château des Carpathes (1981) est un film comique et fantastique tchèque d'Oldřich Lipský.
- Le Champignon des Carpathes (1989) est un film de Jean-Claude Biette.
- J'irai mourir dans les Carpates (2020) est un film mélant thriller et comédie d'Antoine de Maximy.

### Musique
- Le groupe de rock polonais Skaldowie a sorti un album en 1972 intitulé Krywań, Krywań.
- Le groupe de black metal Carpathian Forest tient son nom de la région.

### Par pays
Le mont Kriváň est devenu le symbole de la Slovaquie depuis le renouveau national slovaque au XVIIIe siècle, mentionné par Ľudovít Štúr, Janko Kráľ (qui appela les Slovaques les « enfants du Kriváň ») et Samo Chalupka, qui en fit le symbole de la place des Slovaques au concert des nations .
En 2005, les Slovaques élisent ce symbole pour illustrer le revers des pièces de 1, 2 et 5 centimes d'euros slovaques,,. Selon la Banque nationale de Slovaquie, le mont représente la protection de la souveraineté nationale slovaque et son territoire historique, et également ses richesses naturelles. Selon la légende, le mont Kriváň a une forme penchée afin d'écouter les lamentations du peuple slovaque pendant l'époque de la domination hongroise.